# Cymbidium chloranthum
Cymbidium chloranthum Lindl. 1843, es una especie de orquídea epífita  originaria del sudeste de Asia.

## Descripción
Es una especie de orquídea de tamaño medio, que prefiere clima cálido, es epífita con pseudobulbo  ovoide, ligeramente comprimido que tiene de 5 a 6 hojas erectas, como cintas , obtusas, desigualmente bilobuladas en el ápice, fina coriácea. Florece en una inflorescencia sólida, erecta, de  37,5 cm de altura con 15 a 30 flores  que se producen en el verano.

## Distribución y hábitat
Se encuentran en Malasia, Sumatra, Borneo y Java en las colinaa de bosques fluviales y en alturas de alrededor de 250 a 900 metros.

## Taxonomía
Cymbidium chloranthum fue descrita por John Lindley   y publicado en Edwards's Botanical Register 29: Misc. 68. 1843.
Etimología
El nombre deriva de la palabra griega kumbos, que significa "agujero, cavidad".  Este se refiere a la forma de la base del labio. Según otros estudiosos derivaría del griego "Kimbe = barco" por la forma de barco que asume el labelo.
chloranthum: epíteto latíno que significa "con flores verdes".
Sinonimia
- Cymbidium pulchellum Schltr. 1910;
- Cymbidium sanguineum Teijsm. & Binn.
- Cymbidium sanguinolentum Teijsm. & Binn. 1862;
- Cymbidium variciferum Rchb.f. 1856[4][1][5][6]

## Nombre común
- Castellano: Cymbidium de flores verdes.